# Petrus Chryselius
Petrus Chryselius, född 1653 i Linköping, död 24 maj 1711 i Tryserums socken, han var en svensk kyrkoherde i Tryserums församling.

## Biografi
Petrus Chryselius föddes 1653 i Linköping. Han var son till kyrkoherden Johannes Gudmundi och Anna Prytz i Lofta socken. Chryselius blev 1678 student vid Uppsala universitet, Uppsala och prästvigdes 26 januari 1685. Han blev 1658 komminister i Lofta församling, Lofta pastorat och 1702 kyrkoherde i Tryserums församling, Tryserums pastorat. Chryselius avled 24 maj 1711 i Tryserums socken.

### Familj
Chryselius gifte sig 25 november 1694 med Christina Utterberg (1660–1732). Hon var dotter till inspektorn Eskil Pehrsson och Margareta Loftander på Odensviholm. Christina Utterberg hade tidigare varit gift med hovmästaren Johan Beilvitz på Fågelvik. Chryselius och Utterberg fick tillsammans barnen Anna (1695–1695), Johannes (1697–1700), Jacob (1699–1699), Elisabeth (1700–1765) och Johannes (1702–1703).